# Varg Veum – Fallna änglar
Varg Veum – Fallna änglar, (norska Varg Veum – Falne engler), är en norsk thriller från 2008 i regi av Morten Tyldum med Trond Espen Seim i huvudrollen som Varg Veum. Filmen, som är den fjärde filmen i serien om privatdetektiven Varg Veum, hade biopremiär i Norge den 4 april 2008 och släpptes direkt på DVD i Sverige den 27 augusti 2008. Filmen är baserad på boken Fallna änglar (Falne engler) från 1991 av författaren Gunnar Staalesen.

## Handling
Varg Veum möter sin gamla flickvän Rebecca och följer med henne på en konsert, då Rebecca nu är gift med bandets frontfigur Jacob som dessutom är Veums gamla barndomsvän. Efter konserten anförtror sig Jacob till Varg och säger att han tror att Rebecca  är otrogen och ber Varg att skugga henne och ta reda på om det är sant. Motvilligt går Varg med på det, men Rebecca upptäcker honom när han följer efter henne. Efter att först ha skällt ut Varg bjuder hon hem honom till sig och de hamnar i säng. Varg inser sitt misstag och går därifrån, men på vägen därifrån beslutar han sig för att gå tillbaka igen. När han kommer fram ser han att det står en bil på uppfarten till Rebeccas hus. Varg tar fram sin kamera för att se vad Rebecca gör för nånting när han upptäcker en man klädd i svarta kläder som drar en livlös Rebecca genom huset. Varg springer mot huset men när han kommer fram är mördaren borta och Rebecca är upphängd i taket med en vit klänning på sig. Varg har en teori om att mordet handlar om en biblisk avrättning, där en person tagit på sig jobbet att straffa de syndiga kvinnorna som säljer sina kroppar till män, så kallade "Fallna Änglar". Men när en åttaårig flicka hittas avrättad på samma sätt börjar Varg att kolla om det finns nåt samband mellan morden.

## Om filmen
Filmen är inspelad i Bergen, Hordaland i Norge.

## Rollista (urval)
- Trond Espen Seim - Varg Veum
- Per Kjerstad - Jacob
- Bjørn Floberg - Jacob Hamre
- Endre Hellestveit - Jan Isachsen
- Pia Tjelta - Rebecca
- Fridtjov Såheim - Simon
- Ragnhild Alvær - Line
- Linn Andersen - Malin
- Anna Bache-Wiig - Renate